# Новелла Каллігаріс
Новелла Каллігаріс (італ. Novella Calligaris, 27 грудня 1954) — італійська плавчиня.
Призерка Олімпійських Ігор 1972 року, учасниця 1968 року.
Чемпіонка світу з водних видів спорту 1973 року.
Призерка Чемпіонату Європи з водних видів спорту 1970, 1974 років.